# Jacopo Bonfadio
Jacopo Bonfadio (Roè Volciano, ca. 1508-Génova, julio de 1550) fue un humanista e historiador italiano del Renacimiento.
Habiendo nacido en Roè Volciano, se educó en Verona y Padua. Desde 1532 trabajó como secretario de varios miembros del clero en Roma y Nápoles. En 1540 consiguió un empleo con el hijo del cardenal y humanista Pietro Bembo. Durante estos años conoció y trabó amistad con algunos notables humanistas de su tiempo y fue contemporáneo de Annibal Caro. Consiguió una cierta fama con su poesía; la reputación así ganada consiguió que le invitaran a enseñar Filosofía en la Universidad de Génova en 1544. Durante su estancia en Génova, se le encargó escribir una historia de la República de Génova desde 1528.
En 1541, él, entre otros, creó el término una terza natura («una tercera naturaleza»), con el significado de la naturaleza mejorada por el arte, un concepto que fue adoptado por muchos artistas posteriormente. Las grandes perspectivas de las villas de los Medici, las grandes vistas de Luis XIV y la planificación del siglo XVI y posteriormente las casas de campo en Inglaterra muestran cómo este concepto fue adaptado a la arquitectura.
Sus puntos de vista humanistas le ganaron enemigos poderosos en Génova. En 1550, la publicación de Annales Genuendis, ab anno 1528 recuperatae libertatis usque ad annum 1550 (su historia de la República de Génova de 1528 a 1550) le ganó la enemistad de las poderosas familias genovesas de los Doria, los Adorno, los Spinola y los Fieschi, que buscaron venganza contra Bonfadio por atreverse a recoger y juzgar sus acciones. Lo acusaron de sodomía, por lo que fue arrestado, juzgado y condenado a muerte. fue decapitado y su cuerpo quemado. Los informes de su juicio nunca han sido encontrados. Los estudiosos han tenido dificultades para determinar la fecha exacta de su ejecución. La mayoría de las fuentes oficiales hablan de 1550, mientras otros dan como fecha 1560 o incluso tan tarde como 1580, aunque esta fecha ha sido rechazada por estudiosos posteriores.
Los Annales Genuendis han sido traducidos al italiano por Paschetti y una nueva edición en latín fue publicada en Brescia en 1747.